# Naegleria gruberi
Naegleria gruberi és una espècie de protozou excavat, em forma d'ameba flagel·lada no patògena que destaca per la seva capacitat de canviar de la forma ameboide a la flagel·lada. En condicions normals, N. gruberi creix i es divideix com una ameba, però en condicions de falta de nutrients esdevé un flagel·lat, tot desenvolupant un esquelet de microtúbuls. Això no obstant, aquest estadi flagel·lat és transitori. El genoma de N. gruberi és clau a l'hora d'estudiar processos evolutius d'ameba. Fou caracteritzada per primer cop el 1899.